# Kohei Miyazaki
Kohei Miyazaki (født 6. februar 1981) er en tidligere japansk fodboldspiller.
Han har spillet for flere forskellige klubber i sin karriere, herunder Sanfrecce Hiroshima, Avispa Fukuoka, Montedio Yamagata og Tokushima Vortis.